# Achyropsis minutissima
Achyropsis minutissima är en amarantväxtart som beskrevs av Jacques Ernest Joseph Lambinon. Achyropsis minutissima ingår i släktet Achyropsis och familjen amarantväxter. Inga underarter finns listade i Catalogue of Life.